# Académie théologique Vazkenian
L'Académie théologique Vazkenian (en arménien Սևանի Վագզէնյան Հոգևոր դպրանոց) est un des deux séminaires du Catholicossat de tous les Arméniens (Église apostolique arménienne) en Arménie (le second étant le Séminaire théologique Gevorkian à Etchmiadzin).

## Situation géographique

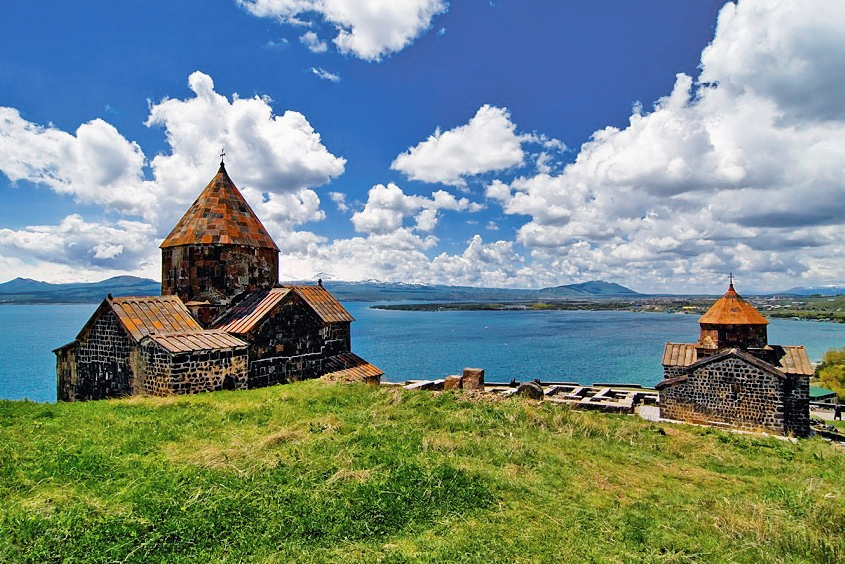
Sevanavank.

L'Académie est située sur une péninsule (anciennement une île) située au nord-ouest du lac Sevan, dans le marz de Gegharkunik, sur le territoire de la ville de Sevan. Il s'étend en outre au monastère médiéval tout proche de Sevanavank.

## Histoire
Un séminaire a été implanté en cet endroit à la fin du XIXe siècle sous le Catholicos Mkrtich Khrimian mais a été fermé durant la période soviétique. Ce n'est que sous le Catholicos Vazken Ier, en 1990, qu'il est rétabli en tant qu'Académie théologique. En 1994, il reçoit du Catholicos Karekin Ier son nom actuel, en hommage à son prédécesseur. Il est enfin agrandi en 2004, lui permettant d'accueillir 80 étudiants.

## Bâtiments
L'Académie compte deux bâtiments principaux, le bâtiment académique et le bâtiment résidentiel, reliés par un réfectoire, ainsi qu'une chapelle Sourp Hakob (« Saint-Jacques ») consacrée en 2005 et les deux églises de Sevanavank. Elle compte en outre un monument à la mémoire des victimes du génocide arménien.

## Programme

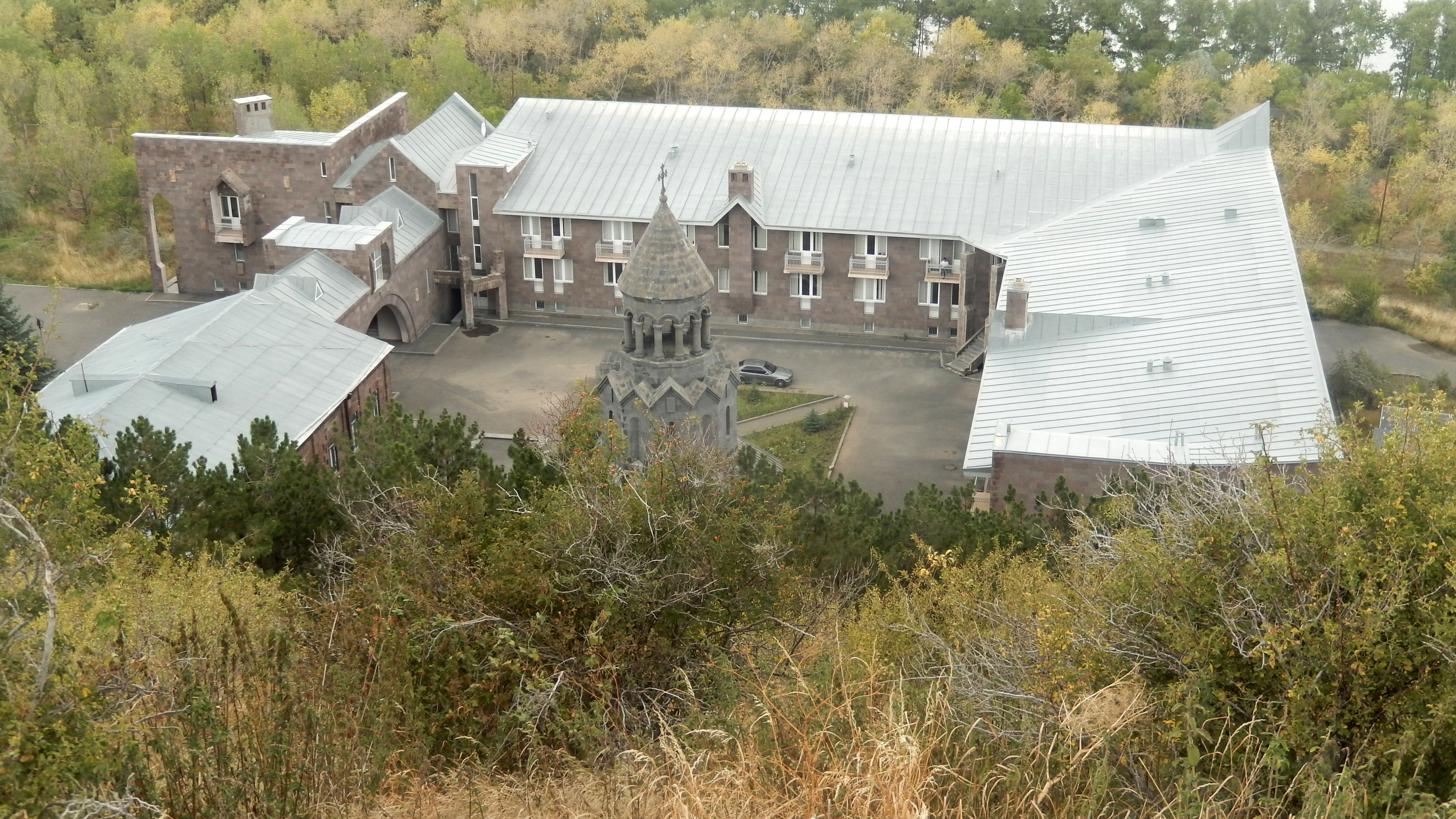
image d'un monument en Arménie / Nagorno-Karabakh portant le numéro ID.

Les trois premières années de l'enseignement sont dispensées à l'Académie, les trois suivantes l'étant au Séminaire théologique Gevorkian. Les principales matières enseignées sont la théologie, les enseignements des Pères de l'Église, la littérature, l'histoire, la patristique et la liturgie.